# Largo da Praça do Peixe
O Largo da Praça do Peixe, também conhecido simplesmente como Praça do Peixe, é uma praça que existe no centro da cidade de Aveiro, Portugal, no bairro da Beira Mar.
Localizada no limite do Canal dos Botirões, na freguesia de Glória e Vera Cruz, esta praça situa-se no coração do centro histórico da cidade, tendo como afluentes terrestres:
- Rua do Cais dos Botirões;
- Rua do Cais dos Mercantéis;
- Rua de Antónia Rodrigues;
- Rua dos Marnotos;
- Rua do Tenente Rezende;
- Rua de Trindade de Coelho;
- Travessa do Rossio;
- Travessa do Lavadouro.

Devido à sua localização, no centro histórico da cidade, a Praça do Peixe assumiu-se como o principal local de desembarque e venda de peixe e sal, no início do século XX. Atualmente, recebe um elevado número de turistas, existindo no seu local vários serviços de restauração e animação noturna.
No seu centro, destacam-se um chafariz, construído em 1876 e o Mercado do Peixe (antigo Mercado José Estevão, 1910), no qual se desenrola a atividade que lhe dá nome, no piso térreo, e um restaurante, no piso superior.